# Nino Bule
Nino Bule (nacido el 19 de marzo de 1976) es un exfutbolista croata que se desempeñaba como delantero.
Nino Bule jugó 3 veces para la selección de fútbol de Croacia entre 1999 y 2004.

## Trayectoria

### Clubes
| Club                     | País    | Año         |
| ------------------------ | ------- | ----------- |
| NK Zagreb                | Croacia | 1995 - 2000 |
| Gamba Osaka              | Japón   | 2000 - 2001 |
| HNK Hajduk Split         | Croacia | 2002 - 2004 |
| ASKÖ Pasching            | Austria | 2004        |
| Red Bull Salzburgo       | Austria | 2005        |
| FC Admira Wacker Mödling | Austria | 2005 - 2006 |
| HNK Rijeka               | Croacia | 2006 - 2008 |
| NK Inter Zaprešić        | Croacia | 2008        |
| Panserraikos             | Grecia  | 2009        |
| NK Lokomotiva            | Croacia | 2009 - 2011 |

### Selección nacional
| Selección | País    | Año         |
| --------- | ------- | ----------- |
| Absoluta  | Croacia | 1999 - 2004 |

## Estadística de equipo nacional
| Selección de fútbol de Croacia | Selección de fútbol de Croacia | Selección de fútbol de Croacia |
| Año                            | Part.                          | Goles                          |
| ------------------------------ | ------------------------------ | ------------------------------ |
| 1999                           | 1                              | 0                              |
| 2000                           | 0                              | 0                              |
| 2001                           | 0                              | 0                              |
| 2002                           | 1                              | 0                              |
| 2003                           | 0                              | 0                              |
| 2004                           | 1                              | 0                              |
| Total                          | 3                              | 0                              |